# دورنير دو 13
دورنير دو 13 عبارة عن تصميم قاذفة قنابل ألمانية قصيرة العمر في الثلاثينيات.كان هذا هو التعيين الممنوح للطائرة نتيجة لمحاولات التحسين على دورنير دو 11. ومع ذلك، تم بناء عدد قليل فقط، لأن تغييرات التصميم تسببت في مشاكل خطيرة، حيث انتهت العديد من الرحلات الأولى بالحوادث. تبعت إعادة تصميم أخرى، مما أدى إلى تحويل دورنير دو 23 ودورنير 13s قيد الإنشاء إلى تصميم دو 23.

## النماذج
- دو 13 سي: إصدار الإنتاج الأولي.
- دو 13 دي: نسخة محسنة.